# Christine N'Koto
Christine 'Cricri' N'Koto is een personage uit de Vlaamse ziekenhuisserie Spoed dat werd gespeeld door wijlen Mechtilde van Mechelen. Ze was een vast gastpersonage van 2000 tot 2001.

## Personage
Cricri is een nieuwe dokter in het andere spoedteam van het AZ. We ontmoeten haar aan het eind van seizoen twee wanneer ze de spoedcollega's uit het team van Luc Gijsbrecht vervangt tijdens de bruiloft van Kristof Welvis en Iris Van Hamme. Ze heeft Afrikaanse roots, maar woont al heel haar leven in België.
Wanneer Luc in seizoen 3 een tijdje in Afrika gaat werken voor Artsen zonder Grenzen, smeekt Cricri hem om hem te mogen vergezellen. Eens in Afrika leert Cricri een heel andere Luc kennen. De twee groeien naar elkaar toe en beleven zelfs een avontuurtje. Terug in België wordt Cricri vast onderdeel van het spoedteam, ze wordt aangesteld als vaste vervanger van Kristof Welvis die vertrokken is naar Amerika. Luc maakt haar duidelijk dat hun tijd in Afrika geheel losstaat van hun normale leven in België. Al snel blijkt dat Luc weer het strenge diensthoofd van weleer wordt en dat Cricri vooral geen vriendelijk gedrag van hem moet verwachten. Luc snauwt haar voortdurend af, wat leidt tussen hevige ruzies tussen de twee. Uiteindelijk worden ze toch terug goede vrienden.

### Doodsoorzaak
Het team wordt naar een gijzeling in de Antwerpse metro gestuurd. Het gaat er bloederig aan toe, toch wil Luc onderhandelen met de gijzelnemers om verder bloedvergieten te voorkomen. Hij loopt voorzichtig naar de gijzelnemers toe, maar Cricri wil hem tegenhouden. Plotseling loopt ze achter hem aan waarna een van de gijzelnemers de twee onder vuur nemen, de kogel was eigenlijk bestemd voor Luc maar Cricri vangt hem op. Cricri wordt geraakt in de linkerhartkamer en sterft nadien in het ziekenhuis. Ze wordt opgevolgd door Geert Van Gestel.